# Stone Mountain
Stone Mountain é uma cidade no Condado de DeKalb, no estado da Geórgia, nos Estados Unidos.

## Demografia
Segundo o censo americano de 2000, a sua população era de 7 145 habitantes.
Em 2006, foi estimada uma população de 7 522 habitantes, um aumento de 377 (5,3%).

## Geografia
De acordo com o United States Census Bureau, tem uma área de
4,2 quilômetros quadrados, integralmente cobertos por terra. Stone Mountain localiza-se a aproximadamente 304 metros acima do nível do mar.

## Localidades na vizinhança
O diagrama seguinte representa as localidades num raio de 12 quilômetros ao redor de Stone Mountain.